# حمام قطب أباد
حمام قطب أباد (بالفارسية: حمام قطب‌آباد) هو حمام تاريخي يعود إلى السلالة الصفوية، ويقع في مقاطعة لارستان.